# Дунич, Дарко
Да́рко Ду́нич (серб. Дарко Дуњић / Darko Dunjić; 8 февраля 1981, Кралево, СФРЮ) — сербский футболист, защитник.

## Клубная карьера
Начал играть в команде из родного города «Слога». Позже перешёл в известный сербский клуб «Црвена Звезда». В 2001 году перешёл в «Спартак» (Суботица), провёл два года в клубе и отправился в «Банат». В 2005 году перешёл в украинский «Кривбасс». В 2007 году перешёл в «Зарю» из Луганска был одним из лидером команды, но в конце сезона был выставлен на трансфер. У него были предложения от «Ливорно» и «НАК Бреда», но его купила «Бастия» за 150 тысяч евро, а Дарко подписал трёхлетний договор.

## Карьера в сборной
В сборной Сербии не играл, но однако выступал за юношеские и молодёжные сборные Югославии.

## Личная жизнь
Дунич поженился 1 июля 2007 года в Сербии. Со своей будущей женой познакомился пять лет назад через своего лучшего друга. Тогда он ещё играл в «Црвене Звезде», а она училась в Белграде в институте на учителя. Через 2,5 года уехал на Украину, но это не повлияло на их отношения. Она была постоянно рядом в Кривом Роге, изредка ездила в Сербию, как того требовала учёба или к родителям. Они у неё живут в Италии. На их свадьбе присутствовал Мирко Буневчевич и также тогдашний главный тренер «Зари» Александр Косевич.